# Jugoslovanska hokejska liga 1965/66
Sezona 1965/66 jugoslovanske hokejske lige je bila triindvajseta sezona jugoslovanskega prvenstva v hokeju na ledu. Naslov jugoslovanskega prvaka so desetič osvojili hokejisti slovenskega kluba HK Jesenice. 

## Končni vrstni red
1. HK Jesenice
2. KHL Medveščak
3. HK Partizan Beograd
4. HK Olimpija Ljubljana
5. OHK Beograd
6. HK Crvena Zvezda
7. HK Kranjska Gora
8. KHL Mladost Zagreb